# Montoto (Valle de Valdebezana)
Montoto es una localidad del municipio burgalés de Valle de Valdebezana, en la Comunidad Autónoma de Castilla y León (España). 
La iglesia está dedicada a san Andrés Apóstol.

## Localidades limítrofes
Confina con las siguientes localidades:
- Al norte con Quintanaentello.
- Al este con Soncillo.
- Al sureste con Torres de Abajo.
- Al suroeste con Bezana.
- Al oeste con Cilleruelo de Bezana.
- Al noroeste con Virtus.

## Demografía
Evolución de la población
| Gráfica de evolución demográfica de Montoto entre 2000 y 2023      |
|                                                                    |
| Población de derecho (2000-2017) según el padrón municipal del INE |

## Historia
Así se describe a Montoto en el tomo XI del Diccionario geográfico-estadístico-histórico de España y sus posesiones de Ultramar, obra impulsada por Pascual Madoz a mediados del siglo XIX:

Lugar en la provincia, diócesis, audiencia territorial y capitanía general de Burgos (17 leguas), partido judicial de Sedano (6), y ayuntamiento titulado del valle de Valdebezana (1/4). Situado en una llanura y al pie de un monte poblado de hayas, donde reina con especialidad el viento E; goza de clima frío, aunque bastante sano, y las enfermedades más comunes son los constipados. Tiene 8 casas, una fuente de buenas aguas dentro de la población, y varias otras minerales en el término; y finalmente, una iglesia parroquial (San Andrés), aneja de la de Soncillo. Confina el término N dicho Soncillo; E Riaño; S Quintanatello, y O Bezana. El terreno es de mediana calidad, y le surca un pequeño arroyo; de montes no hay otros que el citado arriba. Caminos: los de servidumbre únicamente. Correos: la correspondencia se recibe de Soncillo por medio de un peón que llega los martes y viernes, y sale los lunes y jueves. Producciones: trigo y legumbres en poca cantidad; y ganado lanar, vacuno y caballar. Industria: la agrícola y cría de ganado. Población: 9 vecinos, 34 almas. Capital productivo: 89.400 reales. Imponible: 9.162.
Diccionario geográfico-estadístico-histórico de España y sus posesiones de Ultramar